# Hentenius
Hentenius (John Henten, nascido em 1499 em Nalinnes, agora na Bélgica; morreu em 10 de outubro de 1566, em Leuven) foi um exegeta bíblico dominicano flamengo. Ele é bem conhecido por sua edição da Vulgata em 1547.

## Vida
Quando muito jovem, ele fez os votos religiosos na Ordem de São Jerónimo na Espanha, mas deixou por volta de 1548 para entrar na Ordem Dominicana em Leuven (francês: Lovaina), onde ganhou um nome na universidade como bolsista. Em 1550 começou a lecionar no convento dominicano daquela cidade, onde se tornou regente de estudos três anos depois. Ele foi nomeado Defensor da Fé e inquisidor em 1556.
Enquanto era prior do convento de Leuven, ele foi escolhido pela faculdade de teologia da universidade para ocupar o lugar de John Hessel, Professor de Sentenças, que havia sido enviado pelo rei ao Concílio de Trento, e estava ensinando na universidade em 1565 . Quétif e Echard (Script. Ord. Præd., II, 195-6) dizem que ele foi elogiado pelos escritores de seu século, especialmente por William Seguier em "Laur. Beig. ", Pt. I, 5 de dezembro, no. I, p. 57

## Trabalho

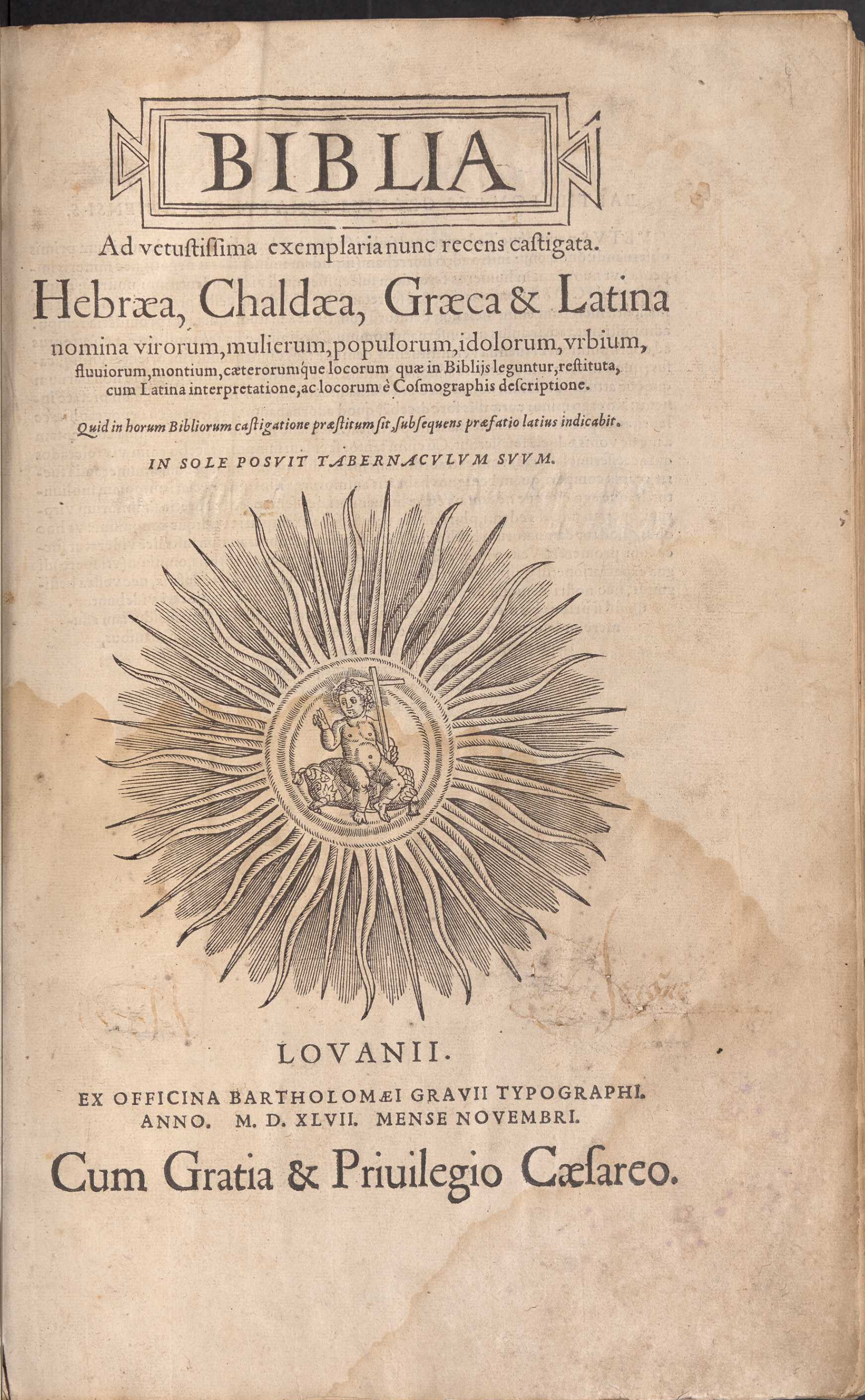
Edição de 1547 da Leuven Vulgate

Seus principais escritos são:
- Hentenius, ed. (1547). Biblia. Ad vetustissima exemplaria nunc recens castigata.  nl. Leuven: [s.n.] (a.k.a. Leuven Vulgate)[1] (republished many times elsewhere);
- Commentaria in quatuor Evangelia, consisting of commentaries by John Chrysostom and other early writers collected by Euthymius Zigabenus and interpreted by Hentenius (Louvain, 1544);
- Enarrationes in Acta Apost. et in Apocalypsin (Louvain, 1845, and repeatedly elsewhere);
- the same work, together with commentaries on the Epistles, as Œcumenii commentaria in Acta Apost. etc. (Paris, 1631).